# Вижуа (кантон)
Вижуа́ (фр. Vigeois) — кантон во Франции, находится в регионе Лимузен, департамент Коррез. Входит в состав округа Брив-ла-Гайярд.
Код INSEE кантона — 1929. Всего в кантон Вижуа входят 6 коммун, из них главной коммуной является Вижуа.

## Коммуны кантона
| Коммуна              | Население, чел. (2007) | Почтовый индекс | Код INSEE |
| -------------------- | ---------------------- | --------------- | --------- |
| Вижуа                | 1 115                  | 19410           | 19285     |
| Орньяк-сюр-Везер     | 304                    | 19410           | 19154     |
| Перпезак-ле-Нуар     | 1 021                  | 19410           | 19162     |
| Сен-Бонне-л’Анфантье | 319                    | 19410           | 19188     |
| Трош                 | 515                    | 19230           | 19270     |
| Эстиво               | 373                    | 19410           | 19078     |

## Население
Население кантона на 2007 год составляло 3 647 человек.
| 1962  | 1968  | 1975  | 1982  | 1990  | 1999  | 2006  | 2007  |
| ----- | ----- | ----- | ----- | ----- | ----- | ----- | ----- |
| 4 038 | 4 456 | 3 924 | 3 742 | 3 541 | 3 437 | 3 602 | 3 647 |